# Henri Rochefort

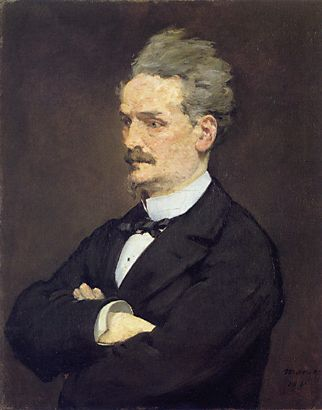
Retrat d'Henri Rochefort per Édouard Manet (1881)

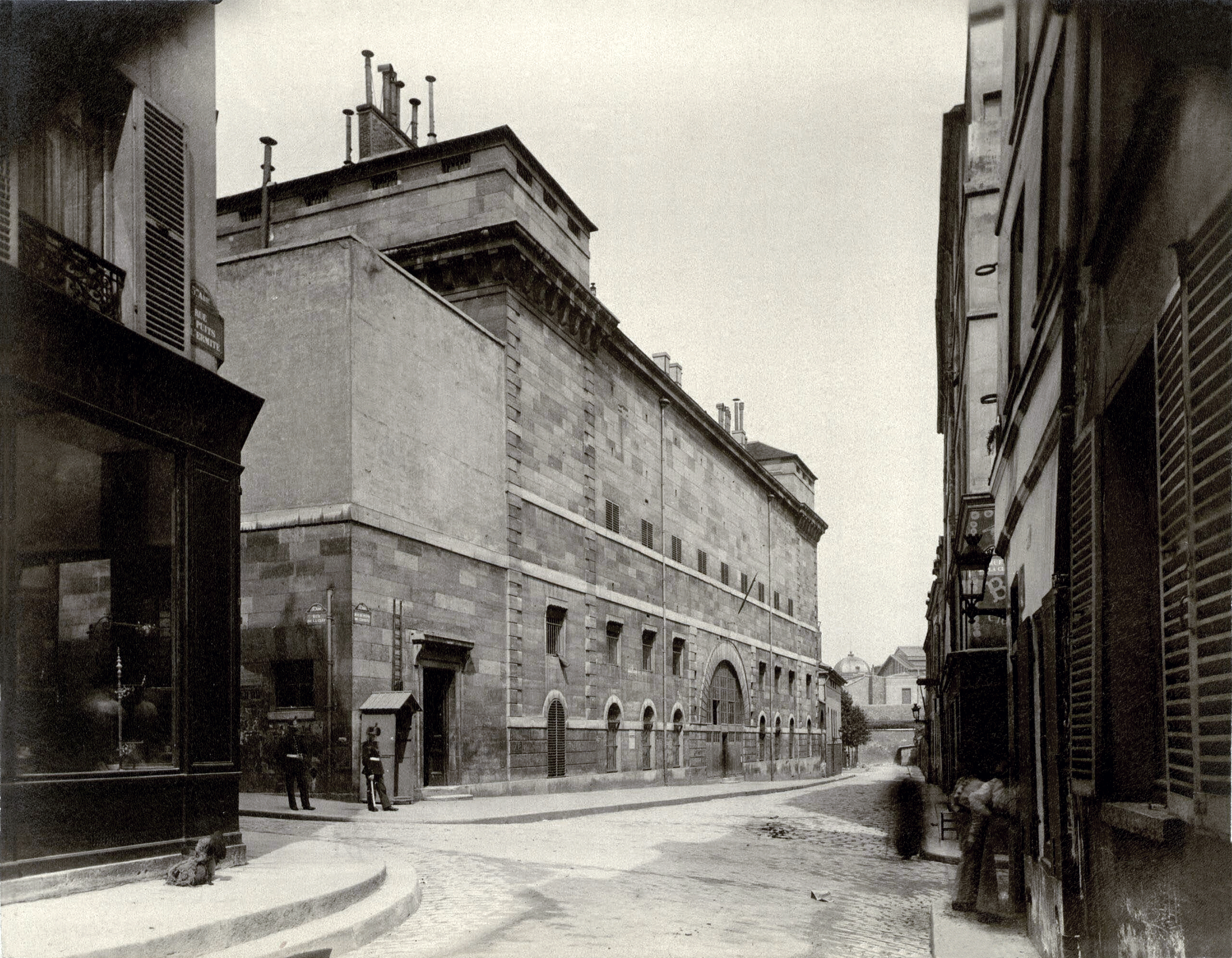
la façana de la prison Sainte-Pélagie, al carrer de Puis-de-l'Ermite a París, per Eugène Atget el 1898. Rochefort hi serà empresonat dues vegades en el curs de la seva carrera de polemista.

Victor Henri de Rochefort-Luçay nascut a París el 30 de gener de 1831, mort a Aix-les-Bains (Savoia) el 30 de juny de 1913, més conegut amb el nom d'Henri Rochefort, és un periodista, autor de teatre i polític francès. Gran polemista en les pàgines dels seus diaris (La Lanterne, La Marseillaise, L'intransigeant) defensa opcions polítiques oposades (anticlerical, però nacionalista, favorable a la Comuna però Boulangiste i antidreyfusard), que li va valer el sobrenom de "l'home dels vint duels i trenta processos", i condemnes, incloent presó a Nouméa, d'on és l'únic, que va aconseguir escapar en 1874.

## Biografia

### El periodista

#### El seu debut
Titulat de batxiller el 1849, és un admirador de Víctor Hugo i renúncia ràpidament als estudis de medicina als que havia destinat el seu pare, el pretés "Comte" Rochefort-Luçay dramaturg, conegut com a Armand de Rochefort. Va començar la seva carrera com a empleat a l'Ajuntament que deixà per esmolar la seva ploma. Ràpidament es va tornar cap al periodisme fundant amb Jules Vallès Chronique parisienne, que durà només uns pocs números. Es va incorporar el 1856 a Charivari, responsable de la secció de teatre. Tot i una promoció el 1860, va renunciar a la ciutat de París quan els seus ingressos literaris li permeteren.
La seva obra teatral, una vintena de comèdies, té cert èxit sense fer-se notar a la posteritat. Prenent força gradualment a la redacció de política de Charivari, la seva carrera com a periodista, però, està progressant de manera constant. També contribueix a Nain jaune el 1863.
En aquest moment, la premsa està estretament controlada, le Figaro encara no ha guanyat la seguretat que permet fer front a les qüestions polítiques. Henri Rochefort es limita per tant a la vida literària. Va sortir de le Figaro per unir-se le Soleil abans de tornar a le Figaro amb un sou multiplicat per quatre. El to d'Henri Rochefort no és tolerat per molt temps per l'Imperi, i ha d'abandonar el diari.
Henri Rochefort durant la seva detenció en el fort de l'Îlle-d'Yeu va aprovar la creació d'un consell de família encapçalat pel seu cunyat Jean Marie Gorges, espòs de la seva germana Caroline i després pel seu secretari Jean-Marie Destrem.
Es va casar tres vegades i va tenir tres fills amb Jeanne Renault, la seva primera esposa: Naémie (la seva favorita), casada amb el pintor i escultor suís Frédéric Dufaux (3 fills, entre ells el famós aviador Henri Dufaux a qui finançà les primeres proves en l'aviació), Henri-Maximilien, que es va suïcidar a l'edat de 30 anys el 28 d'abril de 1889 a Alger, i Octave, que va tenir molt èxit a l'Escola Central i es va convertir en professor de química física a la Universitat de Córdoba (Argentina).

#### La Lanterne
La llei de premsa era cada vegada més liberal, va decidir fundar el seu propi periòdic: La Lanterne, el maig de 1868. Imprès en 15.000 còpies, ha d'executar còpies addicionals per aconseguir 100.0000 còpies venudes. L'editorial del primer número seguirà sent famós: "França té 36 milions de súbdits, amb exclusió dels subjectes de descontentament ..." La indiferència mostrada pel govern no resisteix molt de temps l'èxit del diari car Rochefort no coneix mesura, va arribar a escriure: "L'estàtua eqüestre de Napoleó III, representat com a César (riem mentre hi som) esmentada en la meva última qüestió és l'obra de M. Barye. Sabem que el Sr Barye és l'escultor més famós dels nostres escultors d'animals. ". Després de la prohibició de venda al públic, va ser atacat i severament condemnat en els tribunals (multes i penes de presó). Rochefort llavors es va unir a Brussel·les a un altre enemic de "Napoleó el Petit": Victor Hugo, que l'alberga durant mesos.
A França, seguim delectant La Lanterne, venuda il·legalment. Protegit pel seu exili, Rochefort adopta un to encara més dur en les seves crítiques a l'Imperi. Enemic jurat dels bonapartistes és sol·licitat pels electors de París en les eleccions generals de 1869, però va ser derrotat per Jules Favre (al que se sumen els bonapartistes). Al novembre, va ser elegit per al lloc deixat vacant per Léon Gambetta.

#### La Marseillaise
El 19 de desembre de 1869 va publicar el primer número de la seva nova revista, La Marsellaise, co-creat amb Lissagaray. El diari dona la benvinguda a col·laboracions d'Eugène Varlin, Jules Vallès, Paschal Grousset i Victor Noir. Aquest darrer és assassinat el 10 de gener de 1870 per Pierre Bonaparte. El funeral va tenir lloc el 12 de gener, seguit de 100 a 200.000 persones enutjades. Per a alguns, Rochefort perd en aquest moment l'oportunitat d'enderrocar l'Imperi.
El govern se les arregla per aixecar la immunitat parlamentària del diputat i com a conseqüència va ser condemnar a sis mesos de presó. Va ser traslladat a la presó de Saint Pelagie, on és tractat bastant bé i pot seguir escrivint per a La Marsellaise i parlar amb altres reclusos, Pascual Grousset i Olivier Pain. És en el fons de la seva cel·la que s'assabenta de la declaració de guerra contra Prússia. Per patriotisme i prudència, esperant una propera llibertat, suspèn la Marsellaise. Es prefereix, però, mantenir-lo a la presó.

### Activista republicà

#### La República

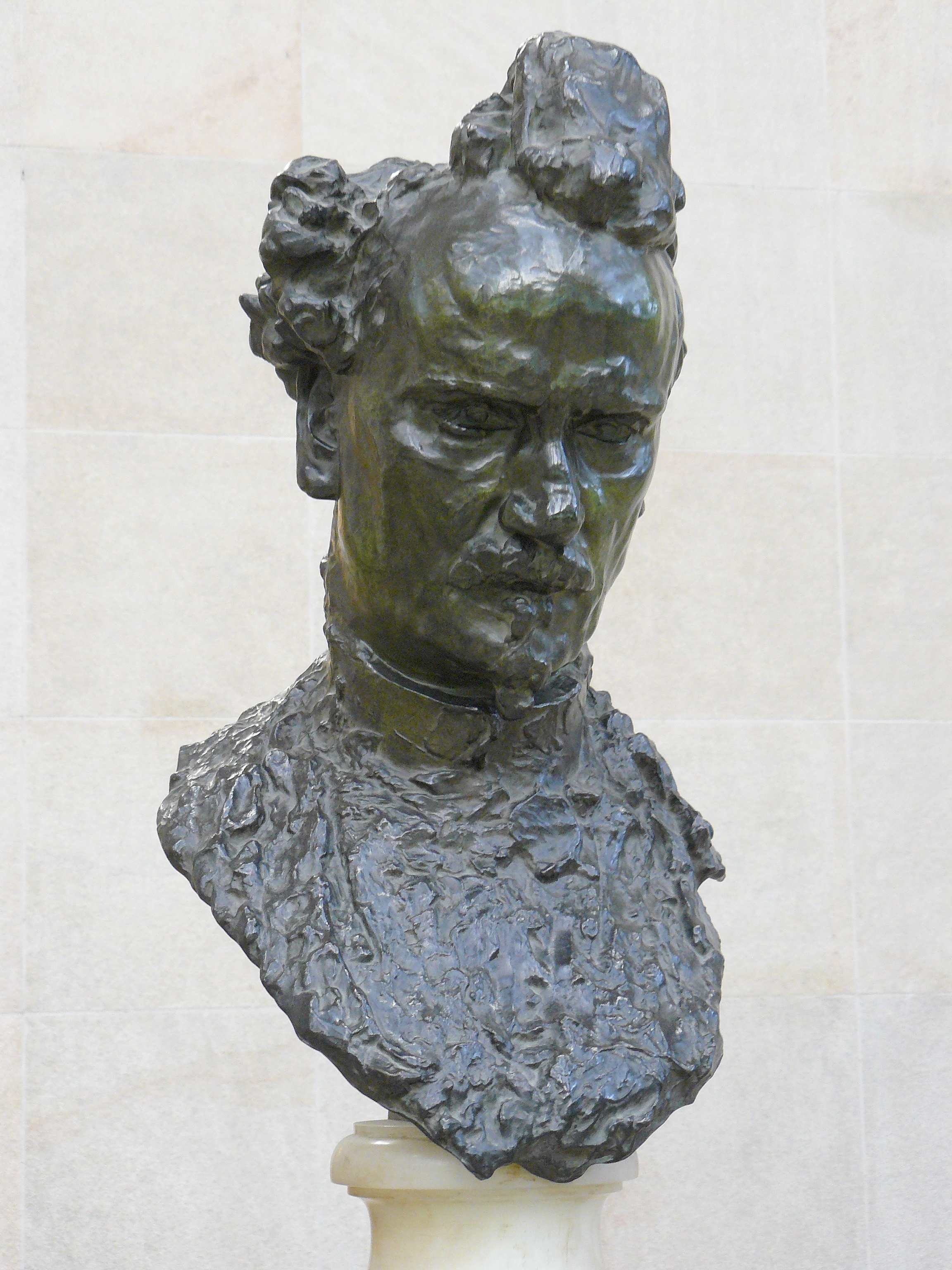
Bust per Auguste Rodin (musée d'Orsay).

Napoleó III va cedir, la República va ser proclamada el 4 de setembre de 1870, Rochefort va ser alliberat el mateix dia i portat en triomf al govern provisional amb seu a l'Ajuntament de la Ciutat. El Govern de Defensa Nacional està integrat exclusivament per membres de París o diputats que havien estat elegits a París, però que havien optat per un altre departament (Gambetta, Jules Simon). Per tant, era just que Henri Rochefort fos un membre del Govern de Defensa Nacional. Només el general Louis Jules Trochu i Auguste Le Flo no eren elegits, però eren considerats pels republicans moderats com anti-bonapartistes. De fet, els votants de Rochefort es complauen de veure-l al Govern, ja que és la garantia de l'extrema esquerra, en contra de qui es va fer aquesta revolució del 4 de setembre. Arran dels disturbis del 31 d'octubre, de nou s'enfronta a una situació crítica, va renunciar prudentment i surt de la vida política fins al gener de 1871, preferint anar només a freqüentar els amics com l'editor Hetzel o Edmond Adam i la seva dona Juliette Adam. L'armistici del 28 de gener, que ell rebutja, i l'anunci d'eleccions a principis de febrer li fan prendre la ploma creant Le Mot d'ordre. A partir del 5 de febrer és elegit amb seguretat, així com aquells els que dona suport.

#### La Comuna de París
- La Comuna

Ha d'unir-se a l'Assemblea de Bordeus. Això és favorable a l'armistici amb els prussians que assetgen París: llavors ell renuncia ràpidament. Arriba massa tard a París per assistir al debut de la Comuna. La seva actitud es torna més complexa. Sense creure en la victòria, ell nega la derrota. Sense condemnar la Comuna, li dona suport cada vegada menys i es torna més i més crític. Al Mot d'ordre, les crítiques a Adolphe Thiers i als de Versalles són brillants, però els Comunards, entre ells els seus antics amics com Passchal Grousset, no es van salvar.
Al maig, se les va arreglar per escapar als comunards, però va ser detingut a Meaux i lliurat als de Versalles. El judici va tenir lloc al setembre, Rochefort va ser condemnat a la deportació de per vida a un recinte fortificat. Els seus amics (Victor Hugo) intenten reduir la seva condemna i aconsegueixen de Thiers que es comprometi a protegir a Rochefort.
- Presó

Al principi confinat a la presó de Saint-Pierre, a Versalles, Rochefort fou enviat a Fort Boyard on trobà Pascual Grousset. Les primeres deportacions es va dur a terme al maig i al juny, Rochefort va veure partir els seus camarades Grousset, Pain i Jourde. Va ser traslladat a Oléron, on va conèixer a Henri Messager i descobrí el destí d'un grup d'insurgents algerians arrestats el 1871 durant la revolta de Mokrani que aviat es converteixen en les cabiles del Pacífic. Gràcies a la intervenció dels seus amics influents maçons de l'exterior, Rochefort fou traslladat a Saint-Martin-de-Ré on pot escriure una novel·la. Fins i tot se'l va permetre casar-se amb la mare dels seus fills greument malalta. El gener de 1873, Rochefort va veure partir a Achille Ballière.
- La deportació a Nouméa

La dimissió de Thiers elimina qualsevol protecció a Rochefort. Malgrat la insistència de Víctor Hugo qui va escriure al duc de Broglie, la deportació es va fer inevitable i el 8 d'agost, Rochefort era a bord de La Virginie, en el mateix comboi que Henry Messager i Louise Michel, amb qui va intercanviar poemes. Patint de mareig durant tot el viatge, Rochefort va ser ben tractat pel capità Launay i el metge Perlié que mirava amb especial atenció per la salut dels presos.
Arribat el 8 de desembre de 1873 a Nouméa, Nova Caledònia, Rochefort, com tots els deportats en recinte fortificat, va ser desembarcat en la península Ducos. Es va instal·lar deliberadament a prop de Pascual Grousset i Olivier Pain per preparar junts els tres companys una fuga, ja que havien estat detinguts a París amb amics del periodista, maçons com ell, i fou gràcies al suport logístic dels maçons australians que s'escapà Rochefort amb cinc companys presos comunards amb èxit.
- L'evasió

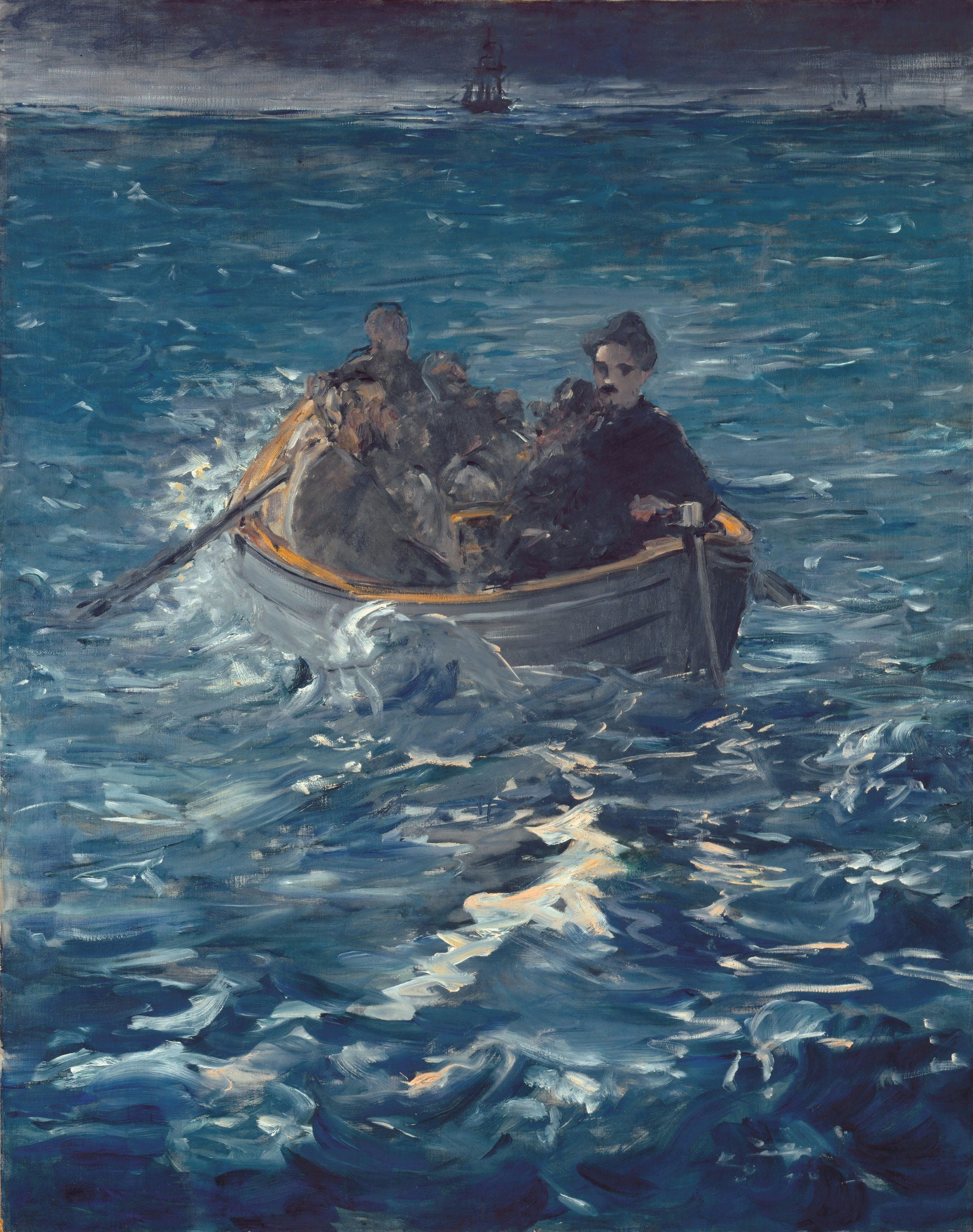
L'Évasion de Rochefort (Édouard Manet) 1881
Kunsthaus, Zúric

El 19 de març de 1874, al vespre, Rochefort, Grousset i Pain arribaren nedant a l'illa Kuauri que no era supervisada. Els deportats lliures Charles Bastien, Achille Ballière i François Jourde vengueren a recollir-los a bord d'una barca per arribar al PCE ("Peace, Comfort, Ease"), un vaixell britànic que havia de navegar l'endemà cap a Newcastle a Austràlia.
Malgrat algunes dificultats l'evasió tengué èxit i els sis fugitius arribaren a Austràlia el 27 de març. Rochefort s'afanyà per evitar que Edmond Adam llançàs una subscripció destinada a pagar les despeses i finançar el retorn dels fugitius a Europa. Rochefort després dividí la suma rebuda molt injustament. Els evadits se separaren. Olivier Pain i Rochefort optaren per dirigir-se al més aviat possible al Regne Unit a través d'Amèrica. Per tant, es va embarcar a bord del Cyphrénès on Jourde i Ballière també van aconseguir plaça fins a les illes Sandwich amb escala a Fiji. A continuació, s'embarcaren cap a San Francisco d'on partiren cap a Nova York. Rochefort, sol·licitat pel New York Herald per informar de la història de la deportació, va acceptar ràpidament. Rochefort i Pain finalment aconseguiren arribar a Londres el 18 de juny de 1874 on foren rebuts pels comunards a l'exili.
Aquesta és l'única evasió reeixida en la història de la presó a Nova Caledònia.

### Retorn triomfal i caiguda

#### L'Intransigeant
Seria en l'origen d'emprar el terme oportunista per descriure als diputats, en particular Gambetta, qui esperava el moment oportú per a votar per l'amnistia. Aquesta és finalment votada l'11 de juliol de 1880, la qual cosa li permet tornar a París. La seva arribada dona lloc a un triomf, gairebé un motí. Va reprendre la seva activitat de polemista amb L'Intransigeant, que apareix el 14 de juliol i retroba un gran èxit que permet a Rochefort comprometre un nombre d'antics deportats. L'Intransigeant és la veu dels antics comunards, però aviat li va arribar el torn de ser víctima d'una campanya mediàtica com tantes n'havia fet.
La seva absència al funeral d'Albert Joly (1844-1880) oferí una oportunitat als seus adversaris d'acusar d'ingratitud a Rochefort. Es torna a parlar llavors dels 25.000 francs de la subscripció que Rochefort no havia retornat i que havia distribuït injustament entre els fugats. Propers com Paschal Grousset o Henry Bauer van protestar els papers que Rochefort es donava a la deportació i en la fuita, però va ser el compromís de Rochefort amb el boulangisme que segellaria la ruptura amb els seus antics amics.

#### El nacionalisme: el boulangiste i l'antidreyfusard

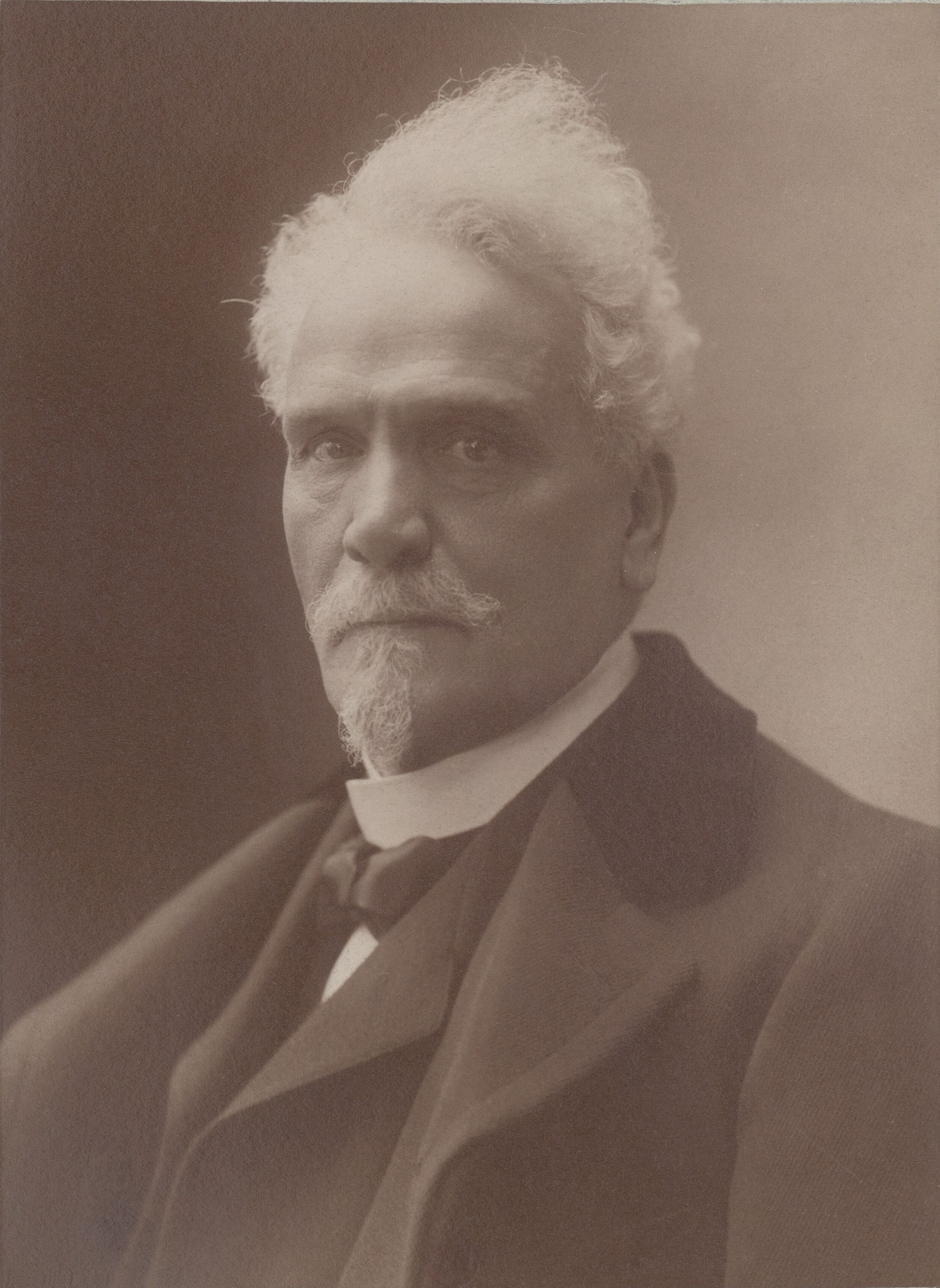
Retrat d'Henri Rochefort per Nadar.

Henri Rochefort és el director de L'Intransigeant.
A poc a poc es va acostar al boulangisme i l'extrema dreta. Es va unir al Comitè Republicà Nacional de Protesta i entre al comitè directiu de la Lliga dels Patriotes. És un dels més ferms partidaris del boulangisme triomfant tant intel·lectualment com financerament, i segueix al general Boulanger a l'exili a Brussel·les i Londres.
L'agost de 1889, va ser condemnat, amb Boulanger i Arthur Dillon, pel Tribunal Superior de Justícia i en absència a deportació en recinte fortificat.
L'esclat del cas Dreyfus, dona curs al seu antisemitisme a la campanya amb els contraris a Dreyfus.

#### Aïllament social
Ja en el cas Dreyfus, la seva popularitat havia disminuït dins les classes populars. Aviat, ell no pot honorar la paret dels Federats sense incórrer en el ridícul davant els parisencs.
Continuà la seva infatigable activitat de polemista i, sense gaire discerniment, condueix els enfrontaments contradictoris en els que el gust per la fórmula sovint condueix a l'insult.
El diumenge 6 de juliol de 1913, es van celebrar els seus funerals civils al cementiri de Montmartre acompanyats per una gran multitud de parisencs que es van reunir al voltant de la Place de Clichy i en presència de nombroses personalitats, Maurice Barrés, Paul Déroulède, Edouard Drumont o Georges Hugo. Émile Massard, conseller municipal de París, va parlar en nom del diari La Patrie. Robert de Flers, president de la Societat de Autors, Compositors i Editors de Música, enumerà les seves diverses obres, i Jean-Marie Destrem, en nom de l'Associació de Periodistes republicans, diu unes paraules. Robert Poirier de Narçay, expresident del Consell General del Sena, parla en nom dels Republicans socialistes francesos, Ernest Roche, diputat de París, en el nom d'amics polítics propers al boulangisme. Charles Bernard, exdiputat de Bordeus, recorda les seves famoses paraules abans de la seva condemna a la deportació: "No és això el que ens retornarà Alsàcia i Lorena! "Finalment, el Sr. Cangellaris, en nom del poble grec, el Sr Tarrida del Marniol en nom dels republicans espanyols i el Sr. Tchobanian, en nom dels armenis, li fan homenatge al seu torn.

## Obres

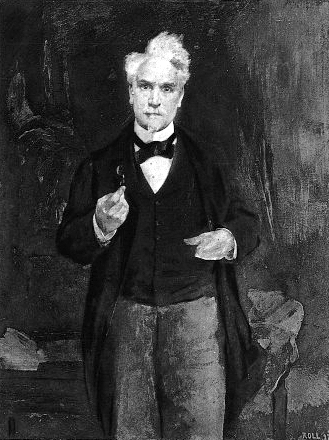
Retrat d'Henri Rochefort per Alfred Roll

### Novel·les i altres obres
- Les Petits Mystères de l'Hôtel des ventes el 1862;
- La Marquise de Courcelles el 1859, novel·la publicada amb el nom d'Eugène de Mirecourt;[4]
- L'Aurore boréale, novel·la de costums contemporanis, Martinon, s.d. [1872];
- L'Évadé, roman canaque el 1880;
- Les Dépravés el 1882 (éditions Rouff);
- La Mal'aria. Étude sociale París Librairie Moderne 1887 (18x12cm) 318 planes.
- Les Aventures de ma vieen 1896 ;

### Reculls d'articles apareguts aLe Soleil,Le FigarooLa Lanterne
- Les Français de la décadence el 1866;
- La Grande Bohême el 1867;
- Les Signes du temps el 1868;
- La Lanterne el 1870, reimpressió dels 64 números publicats a l'estranger;
- Napoléon dernier en 1880;

### Teatre
El crític de teatre intransigent no té por de representar un bon nombre de les seves pròpies obres, majoritàriament escrites en col·laboració, principalment entre 1860 i 1866. Entre elles:
- Je suis mon fils, comèdia en un acte amb Charles Varin, théâtre du Palais-Royal el 4 febrer 1860;
- Le Petit Cousin, opereta en un acte amb Charles Deulin, Bouffes-Parisiens el 1860 ;
- Les Roueries d'une ingénue, vodevil en 3 actes, théâtre du Vaudeville el 1861 ;
- Une martingale, vodevil en 1 acte amb Clairville i Cham, théâtre des Variétés le 6 d'abril 1862;
- Un premier avril, opereta en 1 acte amb Adrien Marx, Bouffes-Parisiens;
- Un homme du Sud, obra burlesca barrejada amb versos en 1 acte amb Albert Wolff, théâtre du Palais-Royal el 31 d'agost 1862;
- Les Bienfaits de Champavert, vodevil en 1 acte amb Clément Caraguel, théâtre des Délassements-Comiques el 30 maig 1862;
- Nos petites faiblesses, vodevil en 2 actes amb Clairville i Octave Gastineau, théâtre des Variétés el 18 novembre 1862 ;
- Les Secrets du Grand Albert, comèdia en 2 actes, amb versos amb Eugène Grangé, théâtre des Variétés el 31 gener 1863;
- La Vieillesse de Brindidi, peça en 1 acte amb Choler, théâtre des Variétés el 1864;
- Sauvé, mon Dieu !, vodevil en 1 acte amb Pierre Véron, théâtre du Vaudeville el 1865;
- La Foire aux grotesques, peça en 2 actes amb Pierre Véron, théâtre du Palais-Royal el 1866;
- La Confession d'un enfant du siècle, comèdia en 1 acte, théâtre du Vaudeville el 1866.

## Biografia completa
- Henri Rochefort, Les Aventures de ma vie, Mercure de France, 2005 (Le temps retrouvé). ISBN 2-7152-2516-4
- Henri Rochefort, L'Évadé : roman canaque, Édition Viviane Hamy, 1993. ISBN 2-87858-043-5
- Henri Rochefort, La Lanterne, présentation et notes de Roger Bellet, éditions Jean-Jacques Pauvert, Paris, 1966.
- Joël Dauphiné, Henri Rochefort : déportation et évasion d'un polémiste, Paris, L'Harmattan, 2004. ISBN 2-7475-6967-5
- Olivier Pain, Henri Rochefort (Paris - Nouméa - Genève), Paris, Périnet, [S. D.].

## Biografia breu
- AntiDreyfusard Arxivat 2013-04-24 a Wayback Machine.
- Dictionnaire biographique du mouvement ouvrier français : tom IX / Jean Maitron (dir.)
- Dictionnaire biographique et géographique du nationalisme français (1880-1900) / Bertrand Joly. - Ed. Honore Champion, 1998. ISBN 2-85203-786-6
- Grand Dictionnaire universel du s. XIX per Pierre Larousse